# Roodvleugelstruiktiran
De roodvleugelstruiktiran (Cnemarchus rufipennis synoniem: Polioxolmis rufipennis) is een zangvogel uit de familie Tyrannidae (tirannen).

## Verspreiding en leefgebied
Deze soort komt voor van Peru tot Argentinië en telt twee ondersoorten:
- C. f. rufipennis: Peru en westelijk Bolivia
- C. f. bolivianus: van centraal Bolivia tot noordelijk Chili en noordwestelijk Argentinië.

## Status
De grootte van de populatie is niet gekwantificeerd maar de soort wordt omschreven als schaars en met een versnipperde verspreiding. Op de Rode lijst van de IUCN heeft deze soort de status niet bedreigd.